# European Physical Society
Die European Physical Society (EPS) ist ein Zusammenschluss von 42 europäischen physikalischen Gesellschaften. Die 1968 gegründete wissenschaftliche Gesellschaft repräsentiert damit über 100.000 Physiker in Europa. Ihr Sitz ist Mülhausen in Frankreich.
Größtes Mitglied der EPS ist mit über 62.000 Mitgliedern die Deutsche Physikalische Gesellschaft. Kleinstes Mitglied die Liechtensteinische mit weniger als 50 Mitgliedern.
Zweck ist die Organisation von Konferenzen und die Förderung des wissenschaftlichen Austausches. Sie gibt auch mehrere wissenschaftliche Fachzeitschriften heraus (z. B. die European Physical Letters und das European Journal of Physics) sowie die Mitgliederzeitschrift Europhysics News (EPN).
Sie vergibt verschiedene Preise, unter anderem den Edison-Volta-Preis, den CMD Europhysics Prize für Festkörperphysik, den Hannes-Alfvén-Preis für Plasmaphysik, den Lise-Meitner-Preis für Kernphysik und die Gribov Medal für theoretische Elementarteilchenphysik und Quantenfeldtheorie.
Seit 2017 wird auch der EPS Statistical and Nonlinear Physics Prizes vergeben. Erste Preisträger waren Peter Grassberger und Itamar Procaccia. Seit 2019 vergibt die EPS die nach Wladilen  Letochow benannte Vladilen Letokhov Medal.

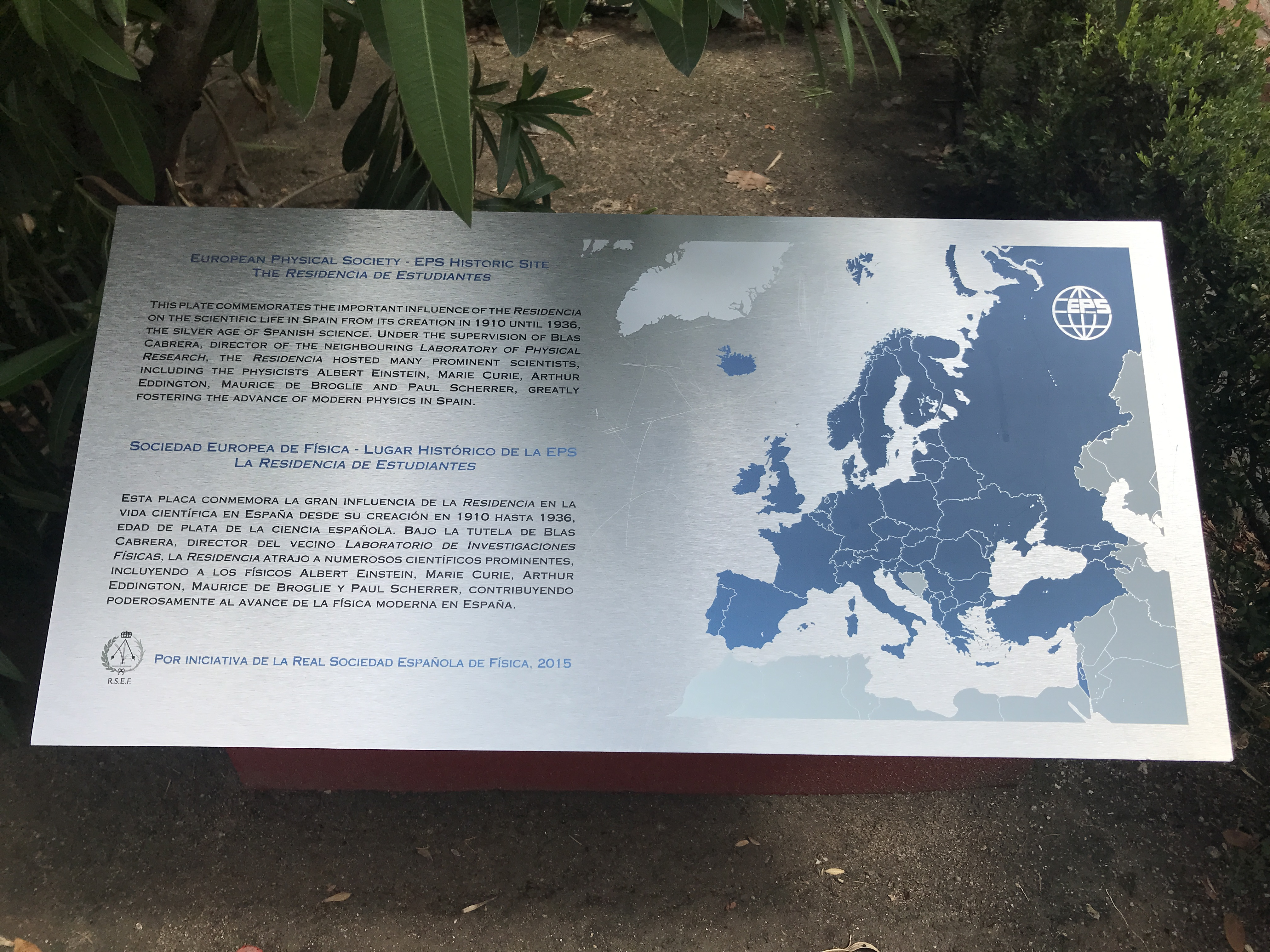
Gedenktafel der Residencia de Estudiantes in Madrid, einer der historischen Sehenswürdigkeiten der EPS

## Präsidenten
- Seit 2021: Luc Bergé
- 2019–2021: Petra Rudolf
- 2017–2019: Rüdiger Voss
- 2015–2017: Christophe P. Rossel[4]
- 2013–2015: J. M. Dudley
- 2011–2013: L. Cifarelli
- 2009–2011: M. Kolwas
- 2007–2009: F. Wagner
- 2005–2007: O. Poulsen
- 2003–2005: M. C. E. Huber
- 2001–2003: M. Ducloy
- 1999–2001: Arnold Wolfendale
- 1997–1999: D. Weaire
- 1995–1997: H. Schopper
- 1993–1995: N. Kroo
- 1991–1993: M. Jacob
- 1988–1991: R. A. Ricci
- 1986–1988: Werner Buckel
- 1984–1986: G. H. Stafford
- 1982–1984: J. Friedel
- 1980–1982: A. R. Mackintosh
- 1978–1980: A. Zichichi
- 1976–1978: I. Ursu
- 1972–1976: H. B. G. Casimir
- 1970–1972: Erik Gustav Rydberg
- 1968–1970: G. Bernardini[5]